# Президентские выборы в Кыргызстане (2009)
Президентские выборы прошли в Кыргызстане 23 июля 2009 года.

## Кандидаты
- Курманбек Салиевич Бакиев, действующий президент Кыргызстана, выдвинут на второй срок правящей партией Ак Жол;
- Алмазбек Шаршенович Атамбаев, главный кандидат от оппозиции, выдвинут Социал-демократической партией Кыргызстана. Бывший премьер-министр (2007);
- Токтаим Жумаковна Уметалиева, активист НПО;
- Женишбек Болсунбекович Назаралиев[англ.], врач-нарколог, основатель клиники МЦН.
- Темир Аргембаевич Сариев;
- Нурлан Аманканович Мотуев.

Кандидат Женишбек Назаралиев отказались от участия в выборах, объяснив это допущенными массовыми нарушениями в ходе выборов.

## Результаты и оценки
| Кандидат                                                                                           | Кем выдвинут | Голоса    | %     |
| -------------------------------------------------------------------------------------------------- | ------------ | --------- | ----- |
| Курманбек Бакиев                                                                                   | Ак Жол       | 1 772 849 | 76,12 |
| Алмазбек Атамбаев                                                                                  | СДПК         | 195 973   | 8,41  |
| Темир Сариев                                                                                       | Независимый  | 157 005   | 6,74  |
| Токтаим Уметалиева                                                                                 | Независимый  | 26 640    | 1,14  |
| Нурлан Мотуев                                                                                      | Независимый  | 21 724    | 0,93  |
| Женишбек Назаралиев                                                                                | Независимый  | 19 283    | 0,83  |
| Против всех                                                                                        | Против всех  | 108 553   | 4,66  |
| Всего                                                                                              | Всего        | 2 302 027 | 100   |
| Источники: Central Election Commission, АКИpress Архивная копия от 10 июля 2018 на Wayback Machine |              |           |       |

Объявлено, что выборы выиграл К. Бакиев с 76,12 % голосов. Кандидат Атамбаев заявил, что Бакиев выборы проиграл.
Миссия наблюдателей СНГ сочла, что выборы «были открытыми и свободными, прошли с соблюдением конституционных прав и свобод граждан». Миссия наблюдателей ОБСЕ сочла, что выборы «не соответствовали ключевым обязательствам ОБСЕ по демократическим выборам, включая обязательства обеспечить чёткое разделение между партией и государством».